# Avenida Church (línea Culver)
La Avenida Church es una estación local en la línea Culver del Metro de Nueva York de la división B del Independent Subway System (IND). La estación se encuentra localizada en Kensington, Brooklyn entre la Avenida Church y la Avenida McDonald. La estación es servida por los trenes del servicio  y .